# Stazione di Baiano
La stazione di Baiano è una stazione della ferrovia Circumvesuviana, sita nell'omonimo comune.
È posta sulla ferrovia Napoli-Nola-Baiano, di cui rappresenta uno dei due capilinea.

## Storia
La stazione fu inaugurata nel 1885, un anno dopo l'apertura della tratta che fino ad allora arrivava a Nola.

## Caratteristiche
La stazione, eretta a quota metri 196 slm ed alla progressiva km 37 + 871, è situata nel centro dell'abitato.
Nel largo piazzale, a lato dei tre binari terminali, un tempo si trovavano una piccola rimessa per i rotabili, una colonna per il rifornimento d’acqua alle locomotive, una piccola piattaforma girevole azionata a mano ed un dormitorio per il personale viaggiante.

## Galleria d'immagini

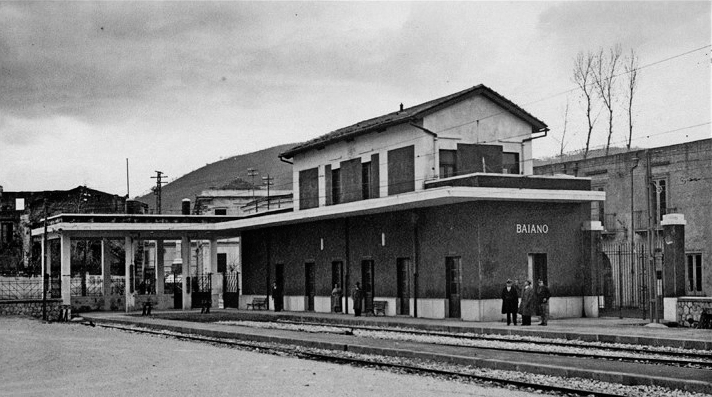
la stazione negli anni trenta